# Les Îles (essai)
Pour les articles homonymes, voir Les Îles.
 (avril 2023).

Les Îles est un essai de Jean Grenier, paru pour la première fois en 1933 et réédité dans une version augmentée de deux chapitres (Post scripta) en 1959.
Jean Grenier raconte sa relation à son chat Mouloud, depuis l'adoption à la mort de celui-ci, puis entame un vagabondage évoquant diverses étapes de sa vie et autant d'îles réelles ou imaginaires (îles Kerguelen, îles Fortunées, île de Pâques, îles Borromées) ainsi que l'Inde, faisant en particulier l'éloge du voyage, « non pour se fuir, chose impossible, mais pour se trouver. »

## Présentation
Cet essai Les Îles a beaucoup impressionné Albert Camus et a eu un impact sur sa vocation d'écrivain. Camus, dans la préface qu'il rédige pour la réédition de cette œuvre parue en 1959, revient sur ce sentiment pénible d'étrangeté intérieure : 
« Ce livre, sans nier la réalité sensible qui était notre royaume, la doublait d'une autre réalité qui expliquait nos jeunes inquiétudes. Les transports, les instants du 'oui' que nous avions vécus obscurément... » rappelaient à Grenier en même temps leur goût impérissable et leur fugacité qui expliquaient « ses subites mélancolies. »

Jean Grenier évoque ainsi les éléments qui font l'essence même de ces instants privilégiés autour desquels le livre est bâti. Dans le chapitre intitulé « L'attrait du vide », il livre quelques-uns de ces instants privilégiés : « Quel âge avais-je ? Six ou sept ans je crois. Allongé à l'ombre d'un tilleul, contemplant un ciel presque sans nuages, j'ai vu ce ciel basculer et s'engloutir dans le vide : ça été ma première impression du néant, et d'autant plus vive qu'elle succédait à celle d'une existence riche et pleine [...] Dans ce trou béant, tout absolument tout risquait de s'engloutir. [...] Il en résultait une quasi parfaite indifférence, une apathie sereine -l'état du dormeur éveillé. »

## Éditions
- Paris, Gallimard, coll. « Les Essais », 1933
  - rééd., suivi de Inspirations méditerranéennes, 1947
- Nouvelle édition (augmentée), préface d'Albert Camus, Paris, Gallimard, 1959
  - rééd. :  Gallimard, coll. « L'Imaginaire », n° 11, 2022 [1977]